# Zomia ou l'Art de ne pas être gouverné
Zomia ou l'Art de ne pas être gouverné (sous-titré dans son édition originale An anarchist history of upland Southeast Asia), ouvrage de James C. Scott, est une étude anthropologique et historique des hautes terres de Zomia en Asie du Sud-Est, publiée en 2009 aux États-Unis, et traduite en français en 2013.

## Argument
James C. Scott analyse la Zomia comme la dernière expérience d’autonomie politique, étendue dans l’espace et persistante dans le temps, capable de résister jusqu’à très récemment à l’avancée du « progrès ».
Pays sans administration ni impôts, la Zomia serait la démonstration qu'il est possible de se passer pendant des siècles du pouvoir d'un État et même de toute forme de gouvernement.
L'auteur prolonge les travaux de Pierre Clastres et sa critique de l'idée commune, que toute construction politique associe obligatoirement « État » et « civilisation ». Au contraire, il met en lumière la possibilité que des populations refusent d'être intégrées à des structures autoritaires : « Je veux parler ici de ceux qui sont passés à travers les mailles du filet : on ne peut pas comprendre la construction étatique en faisant abstraction de cette histoire. C'est aussi ce qui fait de ce livre une histoire anarchiste. »

Pour l'auteur, 

« La vaste littérature portant sur la construction étatique, contemporaine ou plus ancienne, n'accorde quasiment aucune attention à son envers : l'histoire de l'absence d'État, délibérée et réactive […]. Pratiquement tout, dans les modes de vie, l'organisation sociale, les idéologies et (de manière plus controversée) les cultures principalement orales de ces peuples, peut être lu comme des prises de position stratégiques visant à maintenir l'État à bonne distance. Leur dispersion physique sur des terrains accidentés, leur mobilité, leurs pratiques de cueillette, leurs structures de parenté, leurs identités ethniques malléables ainsi que le culte que ces peuples vouent à des chefs prophétiques ou millénaristes, tout cela permet en effet d'éviter leur incorporation au sein d'États et d'éviter qu'eux-mêmes ne se transforment en États. »

## Accueil critique
- Pour Pierre Karila-Cohen dans Le Monde des Livres, « ce livre constitue une réflexion passionnante sur le développement de l'État dans ses dimensions les plus pratiques, à commencer par son espace physique de déploiement et par les difficultés de ses administrateurs à caractériser des identités labiles. Dans la continuité de ses ouvrages précédents, Scott montre en définitive que les populations dominées ne sont jamais passives même lorsqu'elles ne se révoltent pas[5]. »
- Dans Le Monde diplomatique, Naïké Desquesnes évoque « un ouvrage de référence qui s’appuie sur de nombreuses études ethnographiques, premier pas vers une contre-histoire globale des populations qui évitent l’État[6]. »
- Une évaluation empirique, archéologique et historique de la théorie anthropologique de Scott par des chercheurs de l'Université d'Oxford et de l'École Française d'Extrême-Orient a montré que les hauts plateaux d'Asie du Sud-Est étaient des lieux de transformation créatrice et pouvaient à la fois résister aux États et créer de nouvelles formes d'organisation sociale, y compris de nouvelles villes et nouveaux États[7].